# Island County, Washington
Island County är ett county i delstaten Washington, USA. Den administrativa huvudorten (county seat) är Coupeville.
Flygbasen Naval Air Station Whidbey Island är belägen i countyt.

## Geografi
Enligt United States Census Bureau så har countyt en total area på 1 340 km². 540 km² av den arean är land och 800 km² är vatten.

### Angränsande countyn
- Snohomish County, Washington - öst
- Kitsap County, Washington - sydväst
- Jefferson County, Washington - väst
- San Juan County, Washington - nordväst
- Skagit County, Washington - nord